# Rattus adustus
Rattus adustus — один з видів гризунів роду пацюків (Rattus).

## Поширення
Цей вид відомий тільки з острова Енґано, біля західного узбережжя острова Суматра (Індонезія). Вид відомий тільки по голотипу 1920-х років.

## Морфологія
Гризуни середнього розміру, завдовжки 180 мм, хвіст — 148 мм, стопа — 42 мм та вухо — 22 мм.

## Зовнішній вигляд
Хутро коротке і рясно колюче. Верхні частини темно-коричневі, а вентральні — сіро-коричневі. Хвіст коротший за голову і тіло, він рівномірно чорний і має близько 9 лусочкових кілець на сантиметр.

## Загрози та охорона
Серйозну загрозу для цього виду становить втрата місць проживання, так як середовище проживання на острові було майже повністю зруйноване. Також, можливо, вид постраждав від конкуренції з введеним Rattus rattus. Невідомо, чи проживає в будь-якій з охоронних територій.